# Sémigaliens
Cet article concerne le peuple sémigalien. Pour la langue sémigalienne, voir Sémigalien.

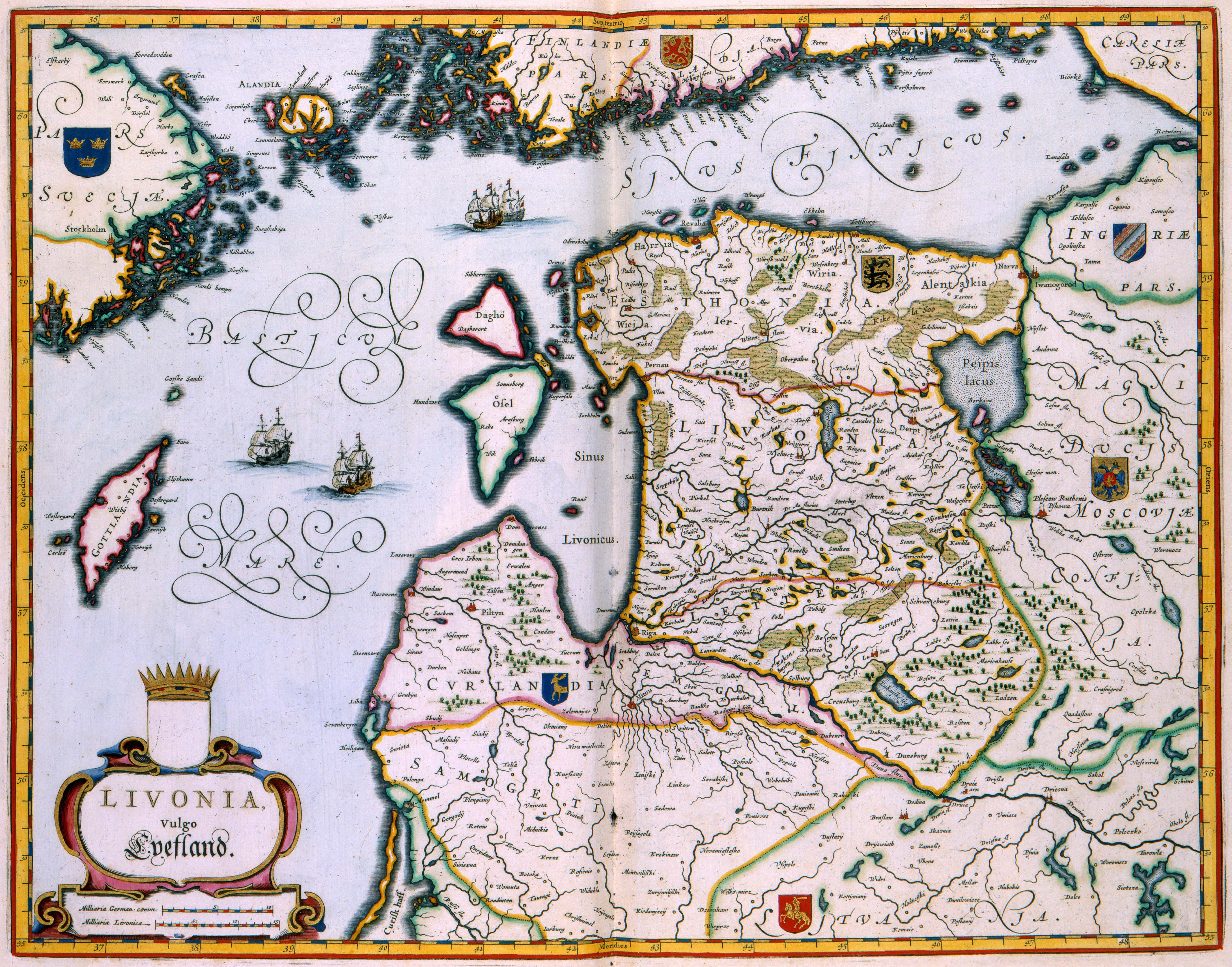
Carte des pays baltes datant de 1662, tirée de l''.

Les Sémigaliens sont un peuple balte qui habitait en Sémigalle, une région intermédiaire entre les régions ethnographique lettones de la Courlande et la Latgale d'une part et au sud de la Vidzeme d'autre part.